# 弥生館
弥生館（やよいかん）は、かつて愛知県安城市末広町にあった映画館。1928年（昭和3年）に開館し、1982年（昭和57年）に閉館。1984年（昭和59年）に建物が解体された。

## 歴史

### 戦前
弥生館の開館は1928年（昭和3年）である。碧海郡安城町の国鉄東海道本線安城駅の駅前通りを南に向かい、末広町で路地を東へ入った所に劇場があった。
安城町には同時期の1928年から1929年頃に安城座と帝国座も開館しており、一気に3館の演芸場や映画館が集まる芸所となった。さらに同時期には、安城町に隣接する碧海郡桜井村（現・安城市）にも桜井映画劇場が開館している。安城町に隣接する碧海郡刈谷町（現・刈谷市）の大黒座はまだ芝居小屋であり、碧海郡新川町（現・碧南市）の寿々喜座や新盛座もやはり演劇場だった。
弥生館では松竹系の映画が上映され、上原謙、田中絹代、佐分利信などのスターを安城の町に紹介した。特に盆や正月が盛況であり、隣接する半弓場や置屋をも超えて、菓子屋の角を曲がるまで入場を待つ客の列が続いたという。

### 戦後

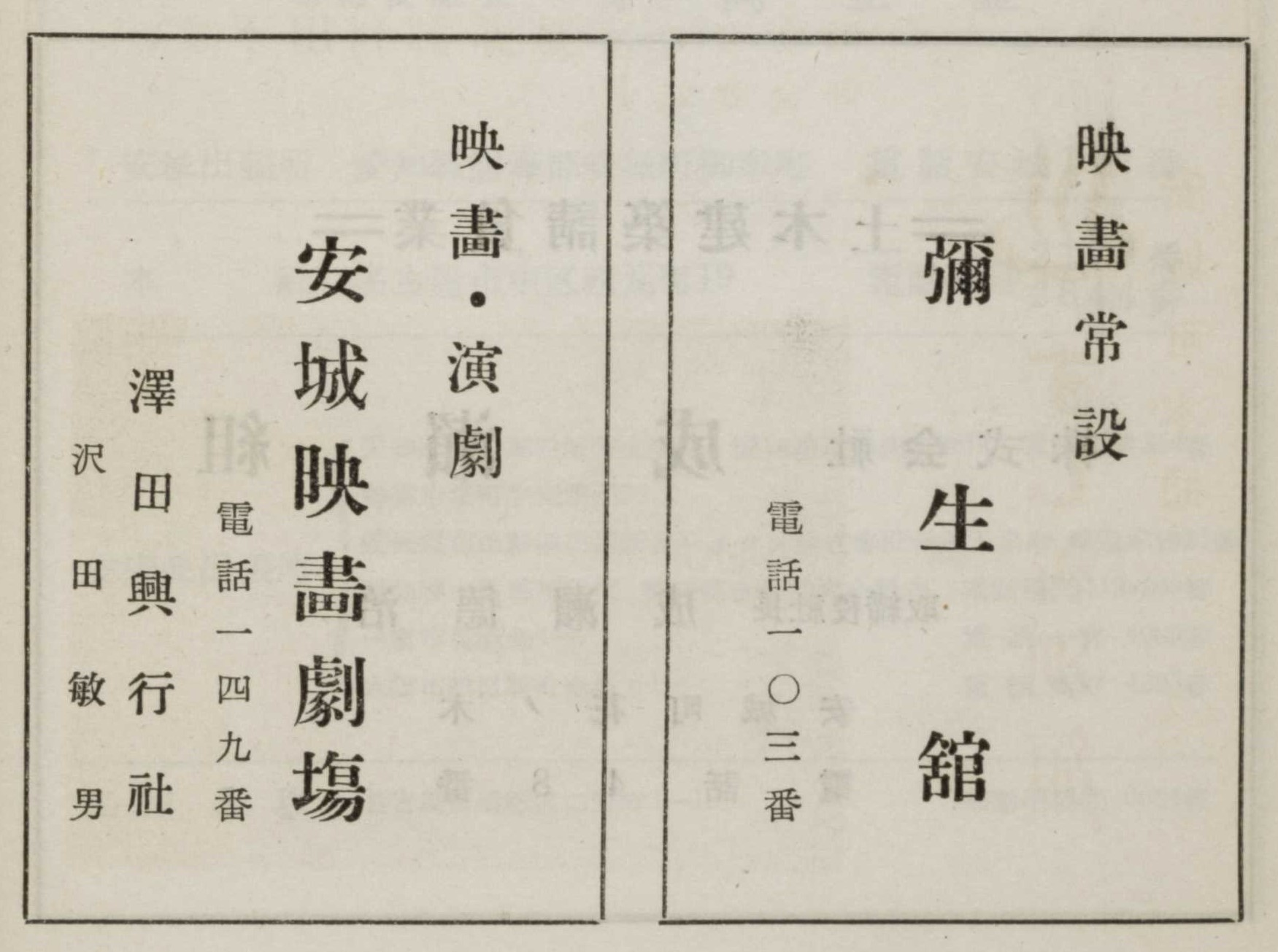
1951年の弥生館と安城映画劇場の広告

1950年（昭和25年）の一年間の映画観覧者は洋画1,466人、邦画107,441人であった。『全国映画館総覧 1953年版』によると、1953年（昭和28年）の安城市には弥生館と安城座の2館の映画館があった。『全国映画館総覧 1955年版』によると、1955年（昭和30年）の安城市にも弥生館と安城座の2館の映画館があり、弥生館の座席数は398席、一方で安城座は852席だった。1958年頃には島田正吾・山田五十鈴主演の『夏祭り三度笠』を上映した。
1959年（昭和34年）には安城市3館目の映画館として南映会館が開館し、弥生館は松竹・東宝・新東宝、安城東映（安城座から改称）は東映、南映会館は日活・大映・洋画で住み分けられた。映画最盛期である1960年（昭和35年）の安城市には弥生館、安城東映、南映会館の3館の映画館があった。後に弥生館は日活・松竹系となっている。『映画便覧 1963年版』によると、1963年（昭和38年）の安城市には弥生館・安城東映・南映会館の3館の映画館があり、弥生館の座席数は400席、安城東映は860席、南映会館は350席だった。
『映画館名簿 1980年版』によると、1980年（昭和55年）の安城市には弥生館・安城東映・安城東宝の3館の映画館があり、弥生館の座席数は244席、安城東映は360席、安城東宝（南映会館から改称）は244席だった。安城東映は東映と日活を、安城東宝は東宝と松竹と洋画を上映していたが、この頃の弥生館は成人映画館になっていたとされる。

### 閉館
1981年（昭和56年）3月に安城東宝が都市改造事業の為に閉館すると、1982年（昭和57年）4月4日の『青春グラフィティ スニーカーぶる〜す』（河崎義祐監督）上映終了をもって弥生館が閉館。2年後の1984年（昭和59年）4月頃に建物は取り壊された。弥生館の解体と同じ年には安城東映も閉館しており、これによって安城市から映画館がなくなったが、11年後の1995年（平成7年）12月に10スクリーンを持つシネマコンプレックスの安城シネマ（現・安城コロナシネマワールド）が開館した。2017年（平成29年）時点で弥生館の跡地は空き地となっている。

## 安城市の映画館

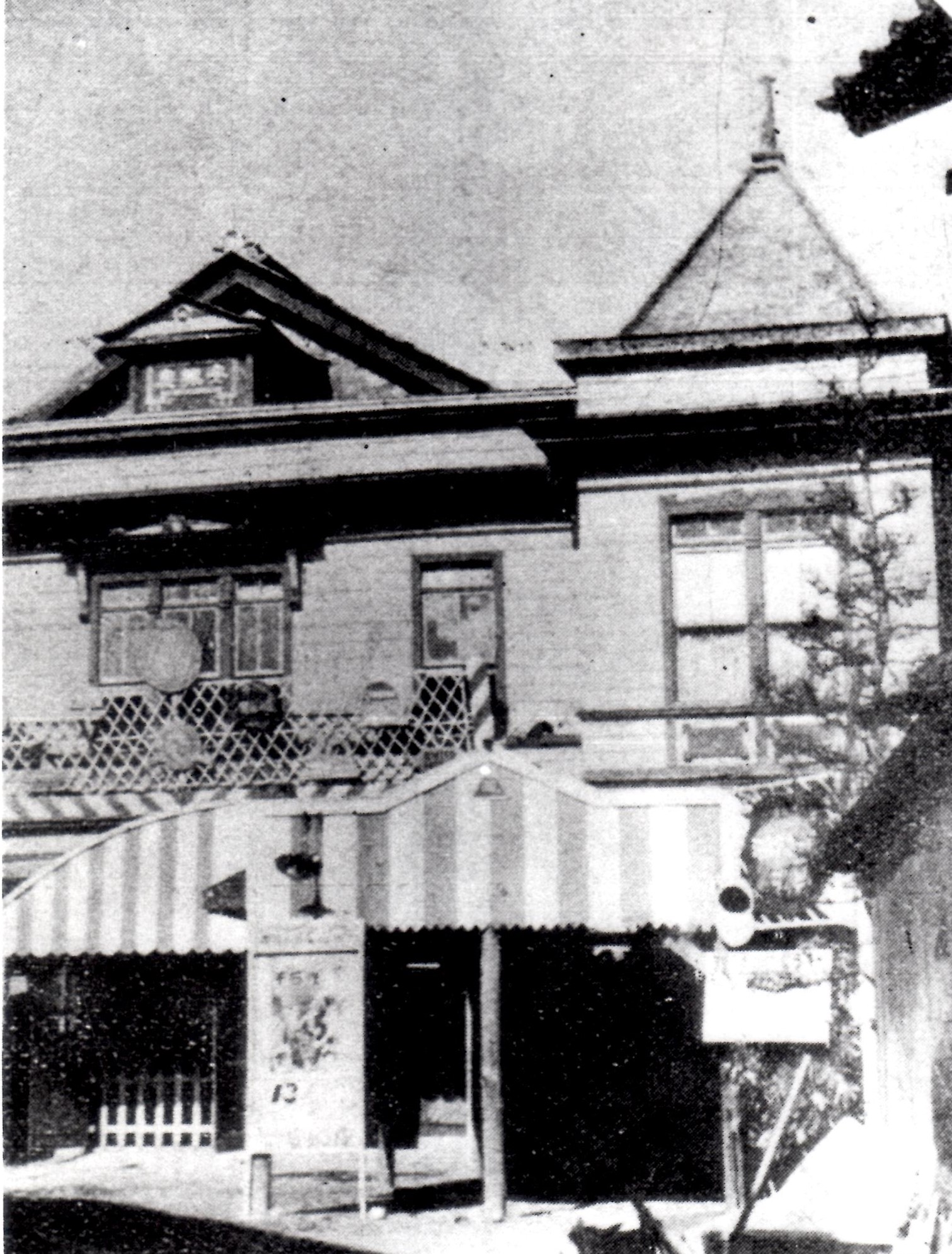
弥生館と同じく末広町にあった安城東映

| 画像 | 館名             | 所在地                                                  | 開館年 | 閉館年 |
| ---- | ---------------- | ------------------------------------------------------- | ------ | ------ |
|      | 桜井映画劇場     | 安城市の桜井地区                                        | 1929年 | 1964年 |
|      | 南映会館         | 安城市日ノ出町3北緯34度57分12.5秒 東経137度05分26.3秒   | 1955年 | 1968年 |
|      | 安城東宝劇場     | 安城市御幸本町7-2北緯34度57分32.8秒 東経137度05分14.2秒 | 1962年 | 1981年 |
|      | 安城座/安城東映  | 安城市末広町8-7北緯34度57分22.6秒 東経137度05分02.4秒   | 1911年 | 1984年 |
|      | 弥生館           | 安城市末広町5-6北緯34度57分23.8秒 東経137度05分08.3秒   | 1928年 | 1982年 |
|      | 安城コロナシネマ | 安城市浜富町6−8北緯34度57分23.8秒 東経137度05分08.3秒   | 1995年 | 営業中 |